# Rio Campo
O rio Campo ou rio Ntem é um rio da África Central. Nasce na província de Woleu-Ntem no Gabão, e parte dele determina a fronteira com Camarões e a parte continental da Guiné Equatorial. Desagua no golfo do Biafra.
O rio está basicamente dividido em duas partes. A sua parte superior tem um ligeiro declive e é pontilhada por áreas pantanosas e múltiplos braços a montante de Nyabessang. A partir da zona de Ma'an a sua inclinação aumenta, passando de 518 para 405 m de altitude; seus braços se encontram em Nyabessang, e o caudal aumenta acentuadamente, com uma diferença de nível de mais de 200 m nas cataratas de Memve'ele. Após esta passagem, o rio, apresentando inúmeras corredeiras, volta a bifurcar-se. Com o seu braço anexo, o Bongola, forma a ilha de Dipikar antes que os dois braços se juntem no estuário do Rio Campo.